# 임효숙
임정은(개명전 이름 임효숙, 1982년 4월 26일 ~ )은 대한민국의 전 여자 배구 선수이다. KT&G와 도로공사에서 뛰었다. 소속 팀에서 주장을 맡던 때 경기 중 작전 시간에 감독 못지않게 지시가 많다고 해서 '임감독'이라는 별명이 붙었다.

## 약력
임효숙은 부산 남성여자고등학교를 졸업하고 2000년 한국담배인삼공사 배구단에 입단했다. 소속 팀에서는 힘있는 공격이 돋보이며 주전으로 경기를 치렀다. 그러나 2005년 시즌 종료 후 왼쪽 무릎 연골 수술을 받았고, 2005~2006 시즌을 치르던 2006년 2월에는 경기 도중 아킬레스건이 끊어지는 큰 부상을 당해 시즌을 접어야만 했다. 또, 임효숙은 2005 ~ 2006 시즌을 치르는 3개월 동안 스테로이드 처방 주사(일명 데포메드롤이라고 불리는 금지약물이 포함된 대포 주사)를 8차례 투여한 것을 고백하기도 했다. 스테로이드 주사는 다량으로 사용할 경우 관절을 심각하게 악화시킬 수 있는데, 그녀의 이러한 고백은 사람들에게 큰 충격을 던져 주었고, 소속 팀 KT&G의 선수 관리 문제점을 드러내기도 했다.
임효숙은 아킬레스건 부상으로 선수 생활의 기로에 섰으나, 10개월 간의 오랜 재활 끝에 2006 ~ 2007 시즌에 다시 경기에 투입되며 재기에 성공했다. 2006 - 2007 시즌 후 한국배구연맹에서 처음 시행한 자유계약선수(FA) 제도가 시작되자 FA를 선언하고 KT&G에 잔류했다가, 곧바로 한국도로공사에서 FA를 선언하여 KT&G로 이적한 세터 김사니의 보상 선수로 한국도로공사로 이적했다. 한국도로공사에서는 2007~2008 시즌에 처음으로 주장을 맡아서 은퇴할 때까지 주장을 놓지 않았다.
베이징 올림픽 여자배구 예선전 국가대표로 발탁되어 2008년 5월 17일부터 일본에서 경기를 치렀다. 그녀가 국가대표팀으로 발탁되어 태극 마크를 단 것은 베이징 올림픽 예선전이 처음이다.
2011-2012 시즌 후 V-리그 은퇴를 선언했고, 런던 올림픽을 마지막으로 코트를 완전히 떠난 후, '효숙'에서 '정은'으로 개명하였다.
현역 은퇴 후에는 한국도로공사의 정직원으로 재직 중이다.

## V-리그개인 기록
| 시즌                             | 경기 수                | 세트 수                | 득점                    | 득점                   | 득점                   | 득점                   | 득점                   | 공격 성공률            |
| 시즌                             | 경기 수                | 세트 수                | 공격(시도)              | 2점후위                | 서브                   | 블로킹                 | 합계                   | 공격 성공률            |
| -------------------------------- | ---------------------- | ---------------------- | ----------------------- | ---------------------- | ---------------------- | ---------------------- | ---------------------- | ---------------------- |
| 2005 시즌                        | -                      | -                      | -                       | -                      | -                      | -                      | -                      | -                      |
| 정규리그 플레이오프 챔피언결정전 | 16 2 4                 | 59 7 16                | 181(582) 34(86) 80(200) | 0                      | 10 0 3                 | 23 3 4                 | 214 37 87              | 31.10% 39.53% 40.00%   |
| 2005~2006 시즌                   | -                      | -                      | -                       | -                      | -                      | -                      | -                      | -                      |
| 정규리그                         | 19                     | 70                     | 194(667)                | 10                     | 4                      | 17                     | 225                    | 29.09%                 |
| 2006~2007 시즌                   | -                      | -                      | -                       | -                      | -                      | -                      | -                      | -                      |
| 정규리그                         | 16                     | 46                     | 128(425)                | 4                      | 1                      | 16                     | 149                    | 30.12%                 |
| 2007~2008 시즌                   | -                      | -                      | -                       | -                      | -                      | -                      | -                      | -                      |
| 정규리그                         | 27                     | 109                    | 312(1020)               | 24                     | 8                      | 26                     | 370                    | 30.59%                 |
| 2008~2009 시즌                   | (정규리그 5라운드까지) | (정규리그 5라운드까지) | (정규리그 5라운드까지)  | (정규리그 5라운드까지) | (정규리그 5라운드까지) | (정규리그 5라운드까지) | (정규리그 5라운드까지) | (정규리그 5라운드까지) |
| 정규리그                         | 19                     | 66                     | 175(589)                | 0                      | 3                      | 20                     | 198                    | 29.71%                 |

※대한민국 V-리그 여자부에서는 백어택(후위 공격)에 2점을 부여하는 제도를 시행했던 적이 있어 공격 기록에서 백어택으로 획득한 득점을 따로 분리하여 '2점후위'로 기록하였다. 이 제도는 2008~2009 시즌에 사라졌다.

## 수상 경력
- NH농협 2008~2009 V-리그 페어플레이 상
- NH농협 2010~2011 V-리그 1월 여자부 최우수선수(MVP)

## 그 외
남편은 직업 군인이라고 한다.

## 참조 문서
1. ↑  현윤경 기자 (2006년 2월 3일). “여자배구 임효숙, 아킬레스건 수술..시즌 끝”. 연합뉴스. 2008년 5월 25일에 확인함.
2. ↑  김성원 기자 (2006년 2월 8일). “아킬레스건 파열 KT&G 임효숙 3개월간 스테로이드 8차례 주사 충격”. 일간스포츠. 2008년 5월 25일에 확인함.[깨진 링크(과거 내용 찾기)]
3. ↑  '2012 런던올림픽 4강 멤버' 임효숙은 어떻게 지내고 있을까 - 더 스파이크